# Джон Кемпбъл
Джон Кемпбъл (на английски: John Campbell) е британски морски офицер, експерт в навигацията и бивщ губернатор на колония. Роден е през или преди 1720 г. в енорията Къркбийн, близо до град Дъмфрийс, Шотландия. Умира на 16 декември 1790 г. в къщата си на Чарлс Стрийт, площад Бъркли, Лондон.
Кембъл се присъединява към Кралския военноморски флот на Великобритания на ранна възраст и обикаля света на „Центурион“ през 1740 г. По-късно става известен като навигационен експерт и заема поста губернатор и главнокомандващ на Нюфаундленд от 1782 до смъртта си през 1790.

## Биография

### Ранен живот
Джон Кемпбъл е роден в Къркбийн, близо до родното място на Джон Паул Джоунс, „Бащата на американския военноморски флот“. Баща му, Джон Кембъл (починал през 1733), е бил свещеник в Къркбийн и синът му от ранна възраст чиракува при собственик на крайбрежен плавателен съд. Другар от този съд е насилствено принуждаван да служи във военноморския флот и се казва, че Джон постъпва във флота в замяна на него. Кембъл служи три години последователно на „Бленим“, „Тобей“ и „Ръсел“ преди да бъде назначен като флотски курсант на „Центурион“. При последвалото околосветско пътешествие с „Центурион“, като флагмански кораб на комодор Джордж Ансън, Кембъл е повишен като младши лейтенант след схватка с галеона „Nuestra Señora de Covadonga“. Сред неговите другари на кораба е Augustus Keppel, с когото стават доживотни приятели.
Завръщайки се у дома през януари 1745 г., Кемпбъл успешно издържа изпит за лейтенант и с влиянието на Кепел, бързо получава командването на едномачтов платноход, а през ноември 1747 г., след повишение в капитан първи ранг, командването на новата фрегата „Белона“, което запазва до мира от 1748 г. Похвален за успехите му на „Белона“, му е предоставено ръководенето на експедиция до Тихия океан, включваща едномачтовите кораби „Таралеж“ и „Гарван“, но впоследствие отменена по политически причини.